# تاكاشي ناريتا
تاكاشي ناريتا (6 أكتوبر 1969 في اليابان - ) (بالكانا:なりた たかし) هو لاعب كرة طائرة ياباني. شارك في الألعاب الأولمبية الصيفية 1992.

## وصلات خارجية
- تاكاشي ناريتا على موقع أوليمبيديا (الإنجليزية)